# Unterhaltungssoftware Selbstkontrolle
Unterhaltungssoftware Selbstkontrolle (traducido como Autocontrol en el Software de Entretenimiento, abreviado comúnmente como 'USK') es una organización de clasificación de videojuegos en Alemania.

## Logotipo
El logotipo oficial de USK es un cuadrado volteado de fondo amarillo y borde blanco, con 2 siluetas juntas de color negro en el centro y una banda gris con las letras de USK en ella. También existen otros logotipos similares, diferenciados principalmente por el color de fondo y el número que en ellos se indica, los cuales califican el software según su contenido y la edad de los usuarios a quienes van destinados.

## Clasificación
El software puede recibir una de las siguientes clasificaciones:
la clasificación de USK 18 fue creada debido a la Masacre de Winnenden se crea esta clasificación por las críticas negativas me recibieron el sistema de clasificación
| Logotipo | Clasificación USK                                                                 | Descripción de las clasificaciones |
| -------- | --------------------------------------------------------------------------------- | --- |
|          | Freigegeben ohne Altersbeschränkung gemäß § 14 JuSchG (Sin restricciones de edad) | Las aplicaciones sin restricción de edad muestran contenido que no requiere la protección de los jóvenes. Pueden estar dirigidas directamente a niños y jóvenes, pero también a una audiencia adulta. Por ejemplo, esta categoría incluye programas de utilidades, catálogos de productos y aplicaciones de herramientas, así como redes sociales en las que se revisa, filtra o controla todo el contenido creado por los usuarios. Esta clasificación puede incluir juegos como Super Mario Bros., The Legend of Zelda: Link's Awakening, Kirby's Dream Land, la saga Gran Turismo y la serie FIFA. |
|          | Freigegeben ab 6 Jahren gemäß § 14 JuSchG (Para mayores de 6 años)                | Los juegos con esta clasificación pueden tener una naturaleza cómica o abstracta, puede tener un tema oscuro o puede ser demasiado complicado para niños menores de 6 años. Esta clasificación puede incluir juegos como Point Blank, Kirby Star Allies, Rocket League, Super Mario Galaxy y Lego Star Wars II: The Original Trilogy. |
|          | Freigegeben ab 12 Jahren gemäß § 14 JuSchG (Para mayores de 12 años)              | Los juegos con esta clasificación pueden enfocarse en guerras o lucha de personajes. La lucha se ubicaría en un contexto histórico o de ciencia ficción y la violencia se mantendría en un mínimo. Esta clasificación puede incluir juegos como Fortnite, Dragon Ball FighterZ, Midnight Club: Los Angeles, The Legend of Zelda: Breath of the Wild, Metroid Prime y Super Smash Bros. Brawl. |
|          | Freigegeben ab 16 Jahren gemäß § 14 JuSchG (Para mayores de 16 años)              | Los juegos de violencia moderada (sin sangre visible) reciben esta clasificación, pudiendo abarcar diversos temas de adultos. Esta clasificación puede incluir juegos como Tom Clancy's Splinter Cell: Double Agent, Anthem, Star Wars: Battlefront, Diablo, Resident Evil: Revelations y Battlefield 1. |
|          | Keine Jugendfreigabe gemäß § 14 JuSchG (Para mayores de 18 años)                  | Estos juegos pueden contener escenas más violentas con sangre incluida, pudiendo glorificar las guerras o la violación de los derechos humanos. Esta clasificación puede incluir juegos como Happy Wheels, Warframe, Hitman: Blood Money, Resident Evil (Versión DS), Call of Duty: WWII, Grand Theft Auto V, Payday 2 y Payday: The Heist. |
|          | Einstufung ausstehend (Clasificación pendiente)                                   | Es usado antes de un lanzamiento de un videojuego para definir la clasificación de este. |

La calificación para determinados juegos puede referirse a las clasificaciones mencionadas, en el que algunos elementos del juego pueden ser cambiados a fin de lograr una clasificación para usuarios más jóvenes o para garantizar que el juego pueda ser vendido en absoluto. Por ejemplo, la versión alemana de Grand Theft Auto, a partir de la tercera entrega, fue editada cortando algunas de sus características, teniendo menos armas, no soltando dinero los civiles una vez muertos y habiendo desaparecido algunas de sus misiones, pudiendo ser clasificada entonces como "USK 16"; mientras que por otro lado, la versión estadounidense no fue editada y, por tanto, solo pueden ser vendidos a adultos. No obstante, Grand Theft Auto IV no ha sido editado y ha recibido una calificación de "USK 18".
Esta es una práctica muy común, especialmente en los juegos que suelen recibir una calificación "USK 18". Un problema potencial de esta "autocensura" es que puede perderse el ambiente original de un juego. En algunos casos, hubo que cambiar la trama de algunos juegos para poder optar por una calificación USK más amplia.